# جام قهرمانان کونکاکاف ۱۹۹۵
جام قهرمانان کونکاکاف ۱۹۹۵ سی‌ و یک‌امین دوره مسابقات بین‌المللی فوتبال باشگاهی سالانه جام قهرمانان کونکاکاف بود که در منطقه کونکاکاف (آمریکای شمالی، آمریکای مرکزی و دریای کارائیب) برگزار شد. مسابقات از ۱۹ فوریه تا ۱۷ دسامبر به طول انجامید.
تیم‌ها به ۲ منطقه (شمالی/مرکزی و کارائیب) تقسیم شدند. منطقه آمریکای شمالی/مرکزی به ۳ گروه تقسیم شد و برنده هر گروه به همراه برنده کارائیب به مرحله نهایی راه یافت. تمام بازی‌های مقدماتی به صورت سیستم رفت/برگشت برگزار شد، اما مرحله نهایی در سن خوزه، کاستاریکا انجام شد.
مرحله نهایی به صورت نوبت‌گردشی بین ۴ تیم برگزار شد. تیم کاستاریکایی ساپریسا در انتها با ۷ امتیاز در رتبه اول قرار گرفت و دومین قهرمانی خود را در مسابقات کونکاکاف بدست آورد.

## منطقه آمریکای شمالی و مرکزی

### گروه ۱
مرحله اول
| تیم ۱           | نتیجه نهایی | تیم ۲     | بازی رفت | بازی برگشت |
| --------------- | ----------- | --------- | -------- | ---------- |
| آکروس کریستال   | ۳–۵         | آلاخولنسه | ۲–۱      | ۱–۴        |
| کامیونیکیشنس    | ۲–۷         | تیکوس     | ۱–۳      | ۱–۴        |
| یوونتوس ماناگوا | ۲–۳         | پروخوسا   | ۱–۱      | ۱–۲        |

مرحله دوم
| تیم ۱ | نتیجه نهایی | تیم ۲   | بازی رفت | بازی برگشت |
| ----- | ----------- | ------- | -------- | ---------- |
| تیکوس | ۱۵–۰        | پروخوسا | ۵–۰      | ۱۰–۰       |

- آلاخولنسه به قرعه استراحت خورد.

مرحله سوم
| تیم ۱ | نتیجه نهایی | تیم ۲     | بازی رفت | بازی برگشت |
| ----- | ----------- | --------- | -------- | ---------- |
| تیکوس | ۳–۴         | آلاخولنسه | ۲–۱      | ۱–۳        |

### گروه ۲
مرحله اول
| تیم ۱        | نتیجه نهایی | تیم ۲         | بازی رفت | بازی برگشت |
| ------------ | ----------- | ------------- | -------- | ---------- |
| رئال وردس    | ۰–۶         | مونیسیپال     | ۰–۳      | ۰–۳        |
| رئال اسپانیا | ۳–۷         | سانتوس لاگونا | ۱–۱      | ۲–۶        |
| فاس          | ۵–۱         | عربه یونیدو   | ۴–۰      | ۱–۱        |

مرحله دوم
| تیم ۱ | نتیجه نهایی | تیم ۲         | بازی رفت | بازی برگشت |
| ----- | ----------- | ------------- | -------- | ---------- |
| فاس   | ۳–۰         | سانتوس لاگونا | ۳–۰      | ۰–۰        |

- مونیسیپال به قرعه استراحت خورد.

مرحله سوم
| تیم ۱ | نتیجه نهایی | تیم ۲     | بازی رفت | بازی برگشت |
| ----- | ----------- | --------- | -------- | ---------- |
| فاس   | ۲–۴         | مونیسیپال | ۲–۲      | ۰–۲        |

### گروه ۳
مرحله اول
| تیم ۱     | نتیجه نهایی | تیم ۲   | بازی رفت | بازی برگشت |
| --------- | ----------- | ------- | -------- | ---------- |
| بائوتیستا | ۲–۵         | آلیانسا | ۰–۲      | ۲–۳        |
| موتاگوا   | ۰–۴         | ساپریسا | ۰–۱      | ۰–۳        |

مرحله دوم
| تیم ۱   | نتیجه نهایی | تیم ۲   | بازی رفت | بازی برگشت |
| ------- | ----------- | ------- | -------- | ---------- |
| ساپریسا | ۴–۲         | آلیانسا | ۳–۱      | ۱–۱        |

## منطقه کارائیب
مرحله اول
| تیم ۱        | نتیجه نهایی | تیم ۲       | بازی رفت | بازی برگشت |
| ------------ | ----------- | ----------- | -------- | ---------- |
| راسینگ آروبا | w/o         | بیکن        |          |            |
| یاووهی مانا  | ۱–۳         | کورونی بویز | ۱–۱      | ۰–۲        |
| مولین        | ۴–۳         | ریور پلاته  | ۴–۱      | ۰–۲        |
| فرانسیسکین   | ۰–۱         | کاپویس      | ۰–۱      |            |
| سن کریستوبال | ۱–۲         | فیکا        | ۱–۱      | ۰–۱        |

- راسینگ آروبا انصراف داد و بیکن به مرحله دوم صعود کرد.

مرحله دوم
| تیم ۱       | نتیجه نهایی  | تیم ۲            | بازی رفت | بازی برگشت |
| ----------- | ------------ | ---------------- | -------- | ---------- |
| بیکن        | w/o          | ایگلون دو لمونتن |          |            |
| فیکا        | ***          | سیناماری         |          |            |
| کورونی بویز | ۱–۱ ۲–۴ (پ.) | مولین            | ۱–۰      | ۰–۱        |
| تاپ اکس‌اکس  | w/o          | کاپویس           | ۲–۰      |            |

- ایگلون دو لمونتن احتمالا انصراف داد.
- *** هردو باشگاه انصراف دادند.
- کاپویس انصراف داد.

مرحله سوم
| تیم ۱      | نتیجه نهایی  | تیم ۲ | بازی رفت | بازی برگشت |
| ---------- | ------------ | ----- | -------- | ---------- |
| تاپ اکس‌اکس | ۴–۴ ۴–۵ (پ.) | بیکن  | ۲–۰      | ۲–۴        |

- مولین به قرعه استراحت خورد.

مرحله چهارم
| تیم ۱ | نتیجه نهایی | تیم ۲ | بازی رفت | بازی برگشت |
| ----- | ----------- | ----- | -------- | ---------- |
| مولین | ۴–۰*        | بیکن  |          |            |

- بیکن انصراف داد.

## مرحله گروهی نهایی
تمامی مسابقات در سن خوزه، کاستاریکا انجام شد.
| رتبه | تیم       | بازی | برد | مساوی | باخت | گل زده | گل خورده | گل تفاضل | امتیاز |
| ---- | --------- | ---- | --- | ----- | ---- | ------ | -------- | -------- | ------ |
| ۱    | ساپریسا   | ۳    | ۲   | ۱     | ۰    | ۸      | ۲        | ۶+       | ۷      |
| ۲    | مونیسیپال | ۳    | ۲   | ۰     | ۱    | ۱۳     | ۳        | ۱۰+      | ۶      |
| ۳    | آلاخولنسه | ۳    | ۱   | ۱     | ۱    | ۱۳     | ۶        | ۷+       | ۴      |
| ۴    | مولین     | ۳    | ۰   | ۰     | ۳    | ۱      | ۲۴       | ۲۳−      | ۰      |

### مسابقات
| ۱۳ دسامبر ۱۹۹۵ هفته اول | دپورتیوو ساپریسا                                                | ۵–۰ | مولین | سن خوزه, کاستاریکا                    |
| (یوتی‌سی ۶:۰۰-)          | گونسالس ۲۶' · مایرس ۳۹' · فونسکا ۶۹' · دروموند ۷۸' · موریرا ۸۱' |     |       | ورزشگاه: ورزشگاه ریکاردو ساپریسا آیما |

| ۱۳ دسامبر ۱۹۹۵ هفته اول | آلاخولنسه             | ۲–۳ | مونیسیپال                               | سن خوزه, کاستاریکا                    |
| (یوتی‌سی ۶:۰۰-)          | گومز ۲۸' · لدزما] ۳۲' |     | فونس ۲' · آفیسیالدیگوی ۹' · والنسیا ۳۶' | ورزشگاه: ورزشگاه ریکاردو ساپریسا آیما |

| ۱۵ دسامبر ۱۹۹۵ هفته دوم | آلاخولنسه                                                                          | ۹–۱ | مولین       | سن خوزه, کاستاریکا                    |
| (یوتی‌سی ۶:۰۰-)          | بادیلا ۵' · لدزما ۱۹' ۳۵' ۶۲' · مارین ۲۰' · مونترو ۳۸' ۴۴' · مولینز ۴۷' · گومز ۷۲' |     | ماکونگو ۵۶' | ورزشگاه: ورزشگاه ریکاردو ساپریسا آیما |

| ۱۵ دسامبر ۱۹۹۵ هفته دوم | ساپریسا     | ۱–۰ | مونیسیپال | سن خوزه, کاستاریکا                    |
| (یوتی‌سی ۶:۰۰-)          | وانچوبه ۲۴' |     |           | ورزشگاه: ورزشگاه ریکاردو ساپریسا آیما |

| ۱۷ دسامبر ۱۹۹۵ هفته سوم | ساپریسا        | ۲–۲ | آلاخولنسه             | سن خوزه, کاستاریکا                    |
| (یوتی‌سی ۶:۰۰-)          | فونسکا ۱۶' ۲۰' |     | لوپز ۳۴' · آرنائز ۵۳' | ورزشگاه: ورزشگاه ریکاردو ساپریسا آیما |

| ۱۷ دسامبر ۱۹۹۵ هفته سوم | مولین | ۰–۱۰ | مونیسیپال                                                                           | سن خوزه, کاستاریکا                    |
| (یوتی‌سی ۶:۰۰-)          |       |      | پلاتا ۸' ۳۷' ۵۱' ۷۰' ۷۲' ۸۰' · ایوالدی ۱۲' · فونس ۴۰' · آفیسیالدیگوی ۵۵' · مندز ۶۵' | ورزشگاه: ورزشگاه ریکاردو ساپریسا آیما |